# Kradibia hemsleyanae
Kradibia hemsleyanae  (лат.) — вид хальциноидных наездников рода Kradibia из семейства Agaonidae. Опылители фикусов.

## Распространение
Остров Калимантан: Kuching, Bau, Sarawak (Малайзия).

## Описание
Опылители и фитофаги растений рода фикус (Ficus, семейство Тутовые) следующих видов: Ficus hemsleyana (Moraceae). От близких видов отличается тремя дорзо-апикальными шипиками на передних гленях и 7 вентральными ламеллами на придатках мандибул. Длина тела около 1 мм. Лапки 5-члениковые, усики 10-члениковые. Вид был впервые описан в 1969 году в составе рода Liporrhopalum под первоначальным названием Liporrhopalum hemsleyanae Hill, 1969, а после родовой синонимизации получил современное именование.